# Naturschutzgebiet Neuendorfer Wiek mit Insel Beuchel
Koordinaten: 54° 32′ 9″ N, 13° 18′ 2,4″ O

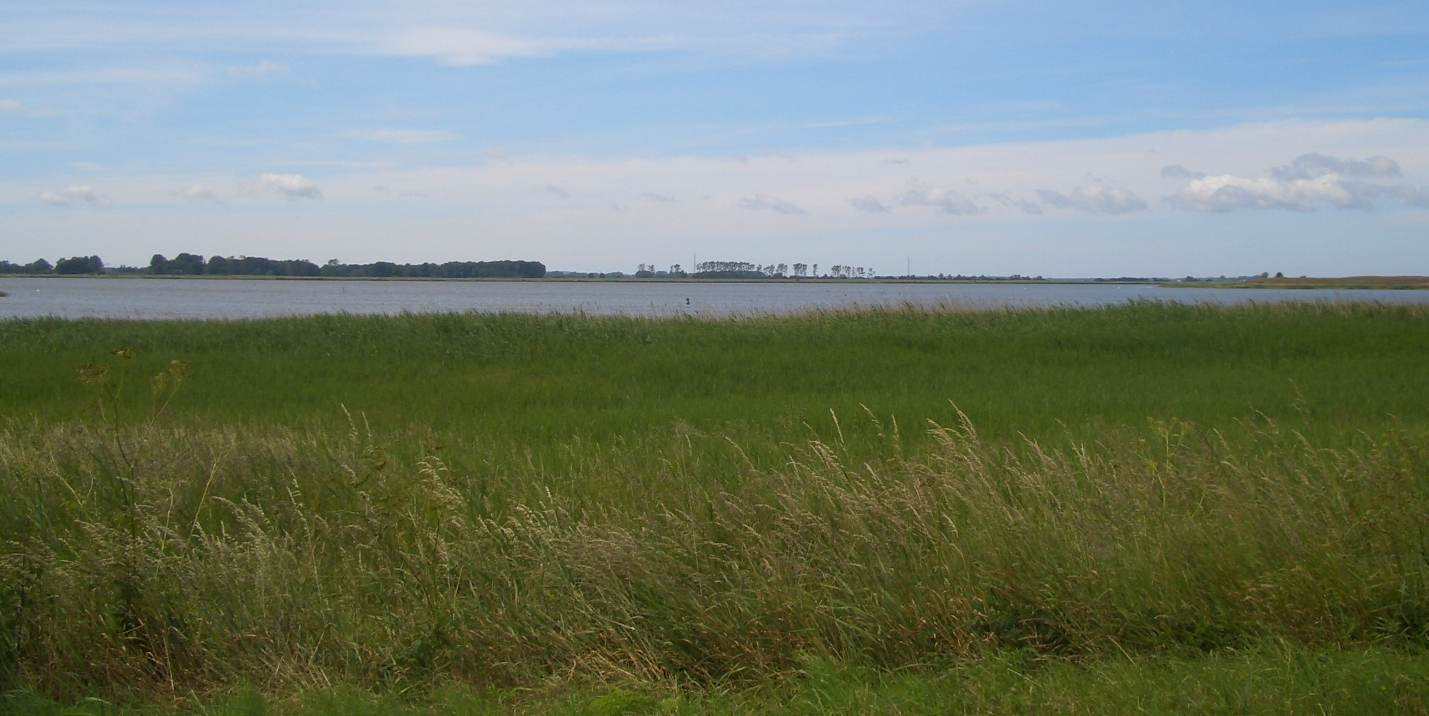
Blick in die Neuendorfer Wiek

Das Naturschutzgebiet Neuendorfer Wiek mit Insel Beuchel ist ein 550 Hektar umfassendes Naturschutzgebiet auf der Insel Rügen in Mecklenburg-Vorpommern. Die Insel Beuchel wurde am 25. Juli 1940 ausgewiesen. In den Jahren 1999 und 2004 erfolgten Erweiterungen um den Teil der Neuendorfer Wiek.
Umliegende Ortschaften sind Trent und Neuenkirchen. Der Schutzzweck besteht in Erhalt eines charakteristischen und repräsentativen Ausschnitts der Nordrügener Boddenkette, der zahlreiche seltene und bedrohte Biotoptypen aufweist sowie als Lebensraum einer reichen Fischfauna und diverser Brut- und Rastvögeln gilt.
Das Naturschutzgebiet befindet sich in gutem Zustand. Dem Schutzziel standen jedoch seit Anfang der 1990er Jahre Bestrebungen entgegen, auf Teilflächen Kies abzubauen, die erst 2011 endgültig aufgegeben wurden. Inzwischen ist auch die vormals umstrittene Fläche unter dauerhaften Schutz gestellt.
Das Naturschutzgebiet ist nach EU-Recht geschützt als Teil des FFH-Gebiets Nordrügensche Boddenlandschaft und des Vogelschutzgebiets Binnenbodden von Rügen. Von den umliegenden Straßen ist eine Einsicht in das Naturschutzgebiet möglich.

## Geschichte
Das Gebiet entstand durch die letzten Eisvorstöße der Weichseleiszeit. Oser finden sich nördlich von Zessin. Die am Ufer liegenden Flächen werden seit Jahrhunderten als Salzwiesen extensiv genutzt. Durch die fehlenden Deiche kam es zu periodischen Überflutungen. Die südliche Neuendorfer Wiek wurde gegen Ende des 19. Jahrhunderts eingedeicht und mittels zweier Windschöpfwerke entwässert. In den mit Schilf bestandenen Uferbereichen erfolgte in den Wintermonaten Schilfwerbung. Auf den Wasserflächen wird seit Jahrhunderten Reusenfischerei betrieben. Der Oszug wurde bis in die 1950er Jahre mit Schafen und Pferden beweidet und bis 1990 als Ackerfläche genutzt.

## Pflanzen- und Tierwelt
Typisch für das Naturschutzgebiet sind Spülsäume, Brackwasserröhrichte, Salzwiesen und Steilküsten. Im Osten des Gebietes finden sich Sandmagerrasen mit Filzkräutern oder Dillenius-Ehrenpreis.
Die Insel Beuchel ist ein wichtiger Brutplatz zahlreicher Vogelarten, wie Enten, Gänse, Schwäne, Säger, Limikolen, Möwen sowie Fluss- und Brandseeschwalbe. Die Neuendorfer Wiek schützt die Insel vor Störungen und ist ebenfalls von großer Bedeutung als Brutgebiet für weitere Arten wie zum Beispiel Haubentaucher, Blessralle, Tafelente, Rohrweihe, Teichrohrsänger, Bart- und Beutelmeise. Im Herbst und Frühjahr nutzen Rastvögel die Flächen als Rast-, Ruhe- und Nahrungsraum mit zum Teil Tausenden Individuen. Seeadler, Kranich und Fischotter kommen im Gebiet vor. Der Fischfauna dient das Naturschutzgebiet als Reproduktionsraum.